# Davoud Monchi-Zadeh

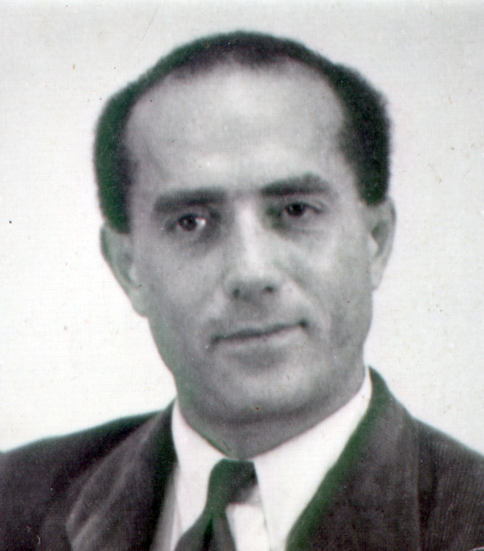
Davoud Monchi-Zadeh (um 1940)

Davoud Monchi-Zadeh (persisch داوود منشی‌زاده; * 28. August 1914 in Schiras; † 13. Juli 1989 in Uppsala, Schweden) war ein Iranist und als Politiker Gründer der faschistischen SUMKA-Partei im Iran.

## Leben
Davoud Monchi-Zadeh war das zweitjüngste der fünf Kinder von Ebrahim Monchi-Zadeh und Attiye Sarkhosch. Er entstammte einer adligen Familie. Als Vierjähriger sah er seinen von Folter gezeichneten Vater zum letzten Mal bei einem Gefängnisbesuch. Ebrahim Monchi-Zadeh hatte sich noch zu Lebzeiten darum gekümmert, dass alle seine Kinder, unabhängig vom Geschlecht, eine gute Ausbildung erhielten.
Nach seinem Schulabschluss und einer Militärausbildung erhielt Davoud im Alter von 18 Jahren ein staatliches Stipendium für die Universität Dijon in Frankreich. Aufgrund seiner Schah-feindlichen Aktivitäten verlor er jedoch das Stipendium, konnte aber sein Studium noch 1937 mit Lizenziat abschließen.
Deutschland übte bereits vor dem Ersten Weltkrieg eine Attraktion auf einige Intellektuelle des Vorderen Orients aus. Während Frankreich, aber besonders Großbritannien als Kolonialmächte in schlechtem Ruf standen, waren in den 1920er und 1930er Jahren Deutschland und die USA ohne koloniale Vergangenheit in dieser Region.
Davoud Monchi-Zadeh zog nach Deutschland, studierte zunächst in München, dann in Berlin. Er war offensichtlich wie viele von der nationalsozialistischen Propaganda angezogen, obwohl diese den toleranten und aufklärerischen Positionen seines Vaters völlig widersprachen. Beeinflusst wurde Davoud offensichtlich stark von dem Indologen und Nationalsozialisten Walther Wüst, auch „Rassen-Wüst“ genannt, bei dem er zusammen mit den Indogermanisten und SS-Mitglied Karl Hoffmann und Oscar Stig Wikander studierte. Wikander vermittelte Davoud dann in den 1960er Jahren an die Universität von Uppsala. Zwei Jahre später arbeitete er gemeinsam mit Bahram Shahrokh (1950 Propaganda-Direktor unter dem Schah) für das persische Programm des „Deutschen Kurzwellensenders“. Monchi-Zadeh verfasste daneben 1940 Artikel für Das Reich, die offizielle Zeitschrift der NSDAP. 1943 erlangte er den Doktortitel der Münchener Maximilian-Universität. Er war auch ein Mitarbeiter des als Deutscher Verlag auf Linie gebrachten Ullstein Verlags.
Er trat der SA und dann der SS bei und arbeitete ab 1942 als Übersetzer für Verhöre mit sowjetischen Kriegsgefangenen an der Ostfront. Während der Schlacht um Berlin im April und Mai 1945 erlitt er eine schwere Verwundung und musste bis 1947 im Krankenhaus behandelt werden. Die schwere Beinverletzung führte zu lebenslanger Behinderung.
1947 bekam er den Lehrstuhl für Iranistik und Persische Literatur an der Ludwig-Maximilians-Universität München. Im selben Jahr reiste er in den Iran und besuchte 1948 kurz Teheran. Wegen seiner Nazi-Vergangenheit wurden ihm ab 1948 im Iran jegliche politischen Ämter verweigert.
1950/51 nahm er die Lehrtätigkeit an der Universität von Alexandria in Ägypten auf. 1951 gründete er zusammen mit Manouchehr Amir Mokri und Hussein Zarabi die Nationalsozialistische Partei des Iran (SUMKA), die bis 1958 bestand. Sie hatte eine wichtige Rolle in der Kampagne gegen Mohammad Mossadegh und bei der Verstaatlichung des persischen Erdöls.
Von 1958 bis 1961 war er in der Library of Congress in den USA tätig. 1963 übersiedelte Monchi-Zadeh auf Initiative des Professor Stig Wikander nach Schweden. Dort lehrte er Iranistik und Persische Sprache an der Universität Uppsala, später erhielt er einen Lehrstuhl für iranische Sprachen.
1989 starb Monchi-Zadeh in Uppsala, Schweden. Sein Grab befindet sich auf dem Alten Friedhof Uppsala (Uppsala gamla kyrkogård).

## Schriften
- Das Persische im Codex Cumanicus, Uppsala: Studia Indoeuropaea Upsaliensia, 1969.
- Topographisch-historische Studien zum iranischen Nationalepos, Wiesbaden: Abhandlungen für die Kunde des Morgenlandes, 1975.
- Wörter aus Xurāsān und ihre Herkunft, Leiden: Acta Iranica; Troisième série, Textes et mémoires, 1990.
- Die Geschichte Zarēr’s, ausführlich kommentiert von Davoud Monshi-Zadeh, Uppsala: Studia Indoeuropaea Upsaliensia, 1981.
- Ta’ziya : das persische Passionsspiel / mit teilweiser Übersetzung der von Litten gesammelten Stücke von Davoud Monchi-Zadeh, Stockholm: Skrifter utgivna av K. Humanistiska vetenskapssamfundet, 1967.
- Vihrūd va Arang : ğostārhā-ji dar ğoqrāfi-̄je asāṭīr va tārīch-e Irān-e šarqī, pažūheš-e Josef Markwart; tarğome bā ezāfāt az Davūd Monšizāde, Teheran: Mağmū’e-je Entešārāt-e adabī va tārichi, 1989 (persisch).